# (4132) Bartók
(4132) Bartók es un asteroide perteneciente al cinturón de asteroides descubierto por Jeffrey Thomas Alu el 12 de marzo de 1988 desde el observatorio del Monte Palomar, Estados Unidos.

## Designación y nombre
Bartók recibió inicialmente la designación de 1988 EH.
Más adelante, en 1989, se nombró en honor del compositor húngaro Béla Bartók (1881-1945).

## Características orbitales
Bartók está situado a una distancia media de 2,407 ua del Sol, pudiendo acercarse hasta 1,715 ua y alejarse hasta 3,099 ua. Su excentricidad es 0,2875 y la inclinación orbital 23,33 grados. Emplea 1364 días en completar una órbita alrededor del Sol.

## Características físicas
La magnitud absoluta de Bartók es 12. Tiene 10,56 km de diámetro y un periodo de rotación de 3,297 horas. Su albedo se estima en 0,3308.